# Коса (математика)
|  |  |

Коса в математике — идеализированная абстракция знакомого из повседневности переплетения нитей. Является фундаментальным понятием теории кос.

## Определение
Классический подход к определению косы состоит из двух шагов. Сначала вводятся определённые наборы кривых в трёхмерном пространстве, которые называются геометрическими косами. Затем на множестве всех геометрических кос вводится отношение эквивалентности, которое называется изотопностью и отвечает возможности преобразовать одну геометрическую косу в другую определёнными физическими манипуляциями нитей. По определению принимается, что эквивалентные геометрические косы представляют один и тот же математический объект — косу.

### Геометрические косы
Для данного натурального числа {\displaystyle n\in \mathbb {N} } пусть в евклидовом пространстве {\displaystyle \mathbb {R} ^{3}} на двух параллельных плоскостях {\displaystyle \mathbb {R} ^{2}\times \{0\}} и {\displaystyle \mathbb {R} ^{2}\times \{1\}} отмечены по {\displaystyle n} точек
{\displaystyle \{(k,0,0)\in \mathbb {R} ^{3}\mid k\in \{1,2,\ldots ,n\}\}}
{\displaystyle \{(k,0,1)\in \mathbb {R} ^{3}\mid k\in \{1,2,\ldots ,n\}\}},
расположенных друг напротив друга на двух параллельных прямых {\displaystyle \mathbb {R} \times \{0\}\times \{0\}} и {\displaystyle \mathbb {R} \times \{0\}\times \{1\}}. Для краткости множество {\displaystyle \mathbb {R} ^{2}\times [0,1]}, ограниченное плоскостями {\displaystyle \mathbb {R} ^{2}\times \{0\}} и {\displaystyle \mathbb {R} ^{2}\times \{1\}}, называется объемлющим пространством, а сами плоскости — основными.
Геометрической косой из {\displaystyle n} нитей называется подмножество объемлющего пространства {\displaystyle \mathbb {R} ^{2}\times [0,1]}, которое состоит из {\displaystyle n} непересекающихся кривых и удовлетворяет следующим требованиям:
1. концы этих кривых расположены в отмеченных точках;
2. каждая плоскость, параллельная основным и находящаяся между ними, пересекает геометрическую косу по ровно {\displaystyle n} точкам.

Данные кривые называются нитями геометрической косы. Второе условие означает то, что нити идут «монотонно», то есть в длину вдоль прямой, перпендикулярной основным плоскостям.

### Изотопность геометрических кос
Изотопия геометрических кос представляет собой определённое непрерывное шевеление нитей. Предполагается, что при таких шевелениях должны сохраняться два указанных выше определяющих свойства геометрических кос, то есть необходимо, чтобы концы нитей были неподвижны, а сами нити оставались монотонными и не проходили друг сквозь друга. Так, допустимыми манипуляциями нитей являются их покачивания, но не задирания или попытки «заузливания».
Данные манипуляции обычно формализуются с помощью понятия объемлющей изотопии, которое представляет собой непрерывное шевеление сразу всех точек объемлющего пространства. При таком шевелении точки не могут наезжать друг на друга, но могут переставляться и «перемешиваться».
Изотопией геометрических кос называется такая объемлющая изотопия объемлющего пространства {\displaystyle \mathbb {R} ^{2}\times [0,1]}, что:
1. его точки не выходят за пределы содержащих их плоскостей, параллельных основным;
2. точки на основных плоскостях {\displaystyle \mathbb {R} ^{2}\times \{0\}} и {\displaystyle \mathbb {R} ^{2}\times \{1\}} неподвижны.

Геометрические косы называются изотопными, если одна может быть получена из другой некоторой изотопией. Косой называется класс эквивалентности геометрических кос по отношению изотопности.
Некоторые авторы злоупотребляют обозначениями и опускают прилагательное «геометрические», называя косами как классы эквивалентности, так и их представителей.

### Нити косы
Поскольку при изотопии геометрических кос количество {\displaystyle n} нитей сохраняется, оно является корректно определённой характеристикой косы и называется её индексом.
Множество всех кос индекса {\displaystyle n\in \mathbb {N} } обозначается символом {\displaystyle B_{n}} (от англ. braid — коса).
Точка пересечения данной нити с плоскостью {\displaystyle \mathbb {R} ^{2}\times \{0\}} называется её началом или левым концом, а с плоскостью {\displaystyle \mathbb {R} ^{2}\times \{0\}} — её концом или правым концом. Такое натуральное число {\displaystyle k}, что началом данной нити является точка {\displaystyle (k,0,0)}, называется её номером.

### Перестановка косы
Помимо общего количества нитей, при изотопии также сохраняется изменение порядка кончиков нитей при движении от их начала к концу. А именно, перестановкой, соответствующей косе {\displaystyle \beta } из {\displaystyle n} нитей, называется функция
{\displaystyle \pi _{\beta }\colon \{1,2,\ldots ,n\}\to \{1,2,\ldots ,n\}},
переводящая число {\displaystyle k} в такое число {\displaystyle \pi _{\beta }(k)}, что точка {\displaystyle (\pi (k),0,1)} является правым концом нити с левым концом в точке {\displaystyle (k,0,0)}.

## Вспомогательные определения

### Произведение кос
Косы из одинакового числа нитей можно умножать, соединяя правые концы нитей первой косы с левыми концами нитей второй косы.
Точнее, произведением геометрических кос {\displaystyle A,B\subset \mathbb {R} ^{2}\times [0,1]} из одинакового числа нитей называется геометрическая коса из того же числа нитей, состоящая из таких точек {\displaystyle (p,t)\in \mathbb {R} ^{2}\times [0,1]}, что
{\displaystyle {\begin{aligned}(p,2t)&\in A,&&0\leq t\leq 1/2,\\(p,2t-1)&\in B,&&1/2\leq t\leq 1.\end{aligned}}}
Произведением кос {\displaystyle \alpha } и {\displaystyle \beta } из одинакового числа нитей называется коса {\displaystyle \alpha \beta }, заданная произведением любых их геометрических представителей.
Такое умножение задаёт на множестве {\displaystyle B_{n}} всех кос из {\displaystyle n} нитей алгебраическую структуру, которая называется группой кос.

### Тривиальная коса
Операция умножения на множестве {\displaystyle B_{n}} всех кос из {\displaystyle n} нитей имеет нейтральный элемент, задающийся геометрическим представителем, нити которого являются прямыми отрезками, перпендикулярными основным плоскостям.
Точнее, геометрическая коса
{\displaystyle \{1,2,\ldots ,n\}\times \{0\}\times [0,1]},
и соответствующий ей класс эквивалентности геометрических кос называются тривиальными. Тривиальная коса из {\displaystyle n} нитей обозначается символом {\displaystyle 1_{n}} или просто {\displaystyle 1}.
Характеристическим свойством тривиальной косы является то, что для любой косы {\displaystyle \beta } выполняется цепочка равенств
{\displaystyle \beta 1=1\beta =\beta }.

### Обратная коса
Образ геометрической косы {\displaystyle A\subset \mathbb {R} \times \mathbb {R} \times [0,1]} при отражении
{\displaystyle (x,y,t)\mapsto (x,y,1-t)}
относительно плоскости {\displaystyle \mathbb {R} \times \mathbb {R} \times \{1/2\}} является геометрической косой и называется её обратной. Обратной косой к косе {\displaystyle \beta } называется коса {\displaystyle \beta ^{-1}}, заданная обратной к любому геометрическому представителю этой косы {\displaystyle \beta }.
Характеристическим свойством обратной косы является цепочка равенств
{\displaystyle \beta \beta ^{-1}=\beta ^{-1}\beta =1}.

### Диаграммы кос
Геометрические косы традиционно изображают их плоскими диаграммами, которые определяются следующим образом.
Образ геометрической косы относительно ортогональной проекции {\displaystyle \pi \colon \mathbb {R} \times \mathbb {R} \times [0,1]\to \mathbb {R} \times [0,1]}, заданной формулой {\displaystyle (x,y,t)\mapsto (x,t)}, называется плоской проекцией этой геометрической косы. Ветвью плоской проекции называется её подмножество, являющееся образом некоторого связного подмножества геометрической косы. Кратностью или порядком точки на плоской проекции называется мощность её прообраза относительно ортогональной проекции {\displaystyle \pi }. Плоская проекция называется регулярной, если кратность каждой её точки не превосходит двух (то есть равна единице или двойке), причем двойных точек (то есть точек кратности два) лишь конечное число, и каждая из них представляет собой трансверсальное пересечение.
Любую геометрическую косу можно так подвергнуть небольшой изотопии, чтобы её плоская проекция стала регулярной.
Диаграммой геометрической косы, плоская проекция которой является регулярной, называется подмножество полосы {\displaystyle \mathbb {R} \times [0,1]}, получающееся из этой проекции определёнными разрывами в её двойных точках. А именно, разрывами той ветви маленькой окрестности каждой двойной точки, прообраз в {\displaystyle \mathbb {R} \times \mathbb {R} \times [0,1]} которой имеет меньшую вторую координату {\displaystyle y}. Такую ветвь называют проход или нижняя ветвь, а оставшуюся — переход или верхняя ветвь.
Участок диаграммы, полученный в результате разрыва нижней ветви на маленькой окрестности некоторой двойной точки регулярной плоской проекции, называется перекрёстком. Каждый перекрёсток имеет один из следующих двух типов: если его нижняя ветвь указывает налево от его верхней ветви (относительно ориентации нитей, ведущей от их начала к концу), то перекрёсток называется положительным, а иначе, если нижняя ветвь указывает направо, то отрицательным.

### Образующие Артина и артиновские слова
Косы {\displaystyle \sigma _{1},\sigma _{2},\ldots ,\sigma _{n-1}} и {\displaystyle \sigma _{1}^{-1},\sigma _{2}^{-1},\ldots ,\sigma _{n-1}^{-1}}, называющиеся образующими А́ртина и обратными к ним, определяются следующим образом.
Коса {\displaystyle \sigma _{i}} (соответственно, {\displaystyle \sigma _{i}^{-1}}) задаётся своим геометрическим представителем, у которого нити под номерами {\displaystyle i} и {\displaystyle i+1} единожды переплетаются в положительном (соответственно, в отрицательном) направлении, а остальные являются прямыми.
Конечные последовательности элементов из множества образующих Артина и их обратных (или, что то же самое, слова в этом алфавите) называются а́ртиновскими или косо́выми словами (от англ. braid word).
Каждому артиновскому слову соответствует диаграмма косы, полученная поочерёдным склеиванием (по длинным сторонам) стандартных диаграмм, отвечающих буквам этого слова. Поскольку конкатенации артиновских слов отвечает произведение кос, полученная коса является произведением образующих Артина и их обратных.
Любую геометрическую косу можно подвергнуть небольшой изотопии, чтобы её диаграмма могла быть получена таким способом по некоторому артиновскому слову. В частности, множество образующих Артина является порождающим для группы кос (см. Теорема Артина о задании группы кос).

### Фундаментальная и центральная косы
Коса, заданная для {\displaystyle n\geq 2} формулой
{\displaystyle \Delta _{n}:=(\sigma _{n-1}\sigma _{n-2}\ldots \sigma _{1})(\sigma _{n-1}\sigma _{n-2}\ldots \sigma _{2})\ldots (\sigma _{n-1}\sigma _{n-2})\sigma _{n-1}},
называется фундаментальной, полуоборотом {\displaystyle n} нитей и элементом Гарсайда. Она также может быть представлена следующим образом:
{\displaystyle \Delta _{n}=(\sigma _{1}\sigma _{2}\ldots \sigma _{n-1})(\sigma _{1}\sigma _{2}\ldots \sigma _{n-2})\ldots (\sigma _{1}\sigma _{2})\sigma _{1}}.
По-определению, {\displaystyle \Delta _{1}:=1}.
Квадрат фундаментальной косы может быть представлен следующим образом:
{\displaystyle \Delta _{n}^{2}=(\sigma _{1}\sigma _{2}\ldots \sigma _{n-1})^{n}=(\sigma _{n-1}\sigma _{n-2}\ldots \sigma _{1})^{n}}.
Он называется центральной косой и полным оборотом {\displaystyle n} нитей.
Данное название происходит из того факта, что при {\displaystyle n\geq 3} коса {\displaystyle \Delta _{n}^{2}} порождает центр группы кос. В частности, для любой косы {\displaystyle \beta \in B_{n}} выполняется соотношение
{\displaystyle \Delta _{n}^{2}\cdot \beta =\beta \cdot \Delta _{n}^{2}},
которое может быть установлено геометрически: правая коса получается из левой прокручиванием косы {\displaystyle \beta } вокруг своей оси на угол {\displaystyle 2\pi }.

## Операции над косами
Помимо умножения, с косами связан ряд других операций, помогающих прояснить их структуру. К таким операциям относятся, например, всевозможные унарные и бинарные операции на множестве кос. Самостоятельный интерес представляют преобразования кос — произвольные геометрические процедуры, проводимые над геометрическими представителями кос или их артиновскими словами и задающие функции (возможно, многозначные) из множества кос в себя.

### Тензорное произведение кос
Косы можно комбинировать, параллельно приставляя одну косу к другой.
Точнее, тензорным произведением геометрических кос {\displaystyle A,B\subset \mathbb {R} ^{2}\times [0,1]} из {\displaystyle n} и {\displaystyle m} нитей, расположенных в областях {\displaystyle [1,n]\times \mathbb {R} \times [0,1]} и {\displaystyle [1,m]\times \mathbb {R} \times [0,1]}, называется геометрическая коса из {\displaystyle n+m} нитей, состоящая из таких точек {\displaystyle (x,y,t)\in \mathbb {R} \times \mathbb {R} \times [0,1]}, что
{\displaystyle {\begin{aligned}(x,y,t)&\in A,&&x\leq n,\\(x-n,y,t)&\in B,&&n\leq x.\end{aligned}}}
Тензорным произведением кос {\displaystyle \alpha } и {\displaystyle \beta } называется коса {\displaystyle \alpha \otimes \beta }, заданная тензорным произведением любых их геометрических представителей с указанными выше свойствами.

### Удаление нитей из косы
Из косы из {\displaystyle n\geq 2} нитей можно следующим образом выдернуть любую её нить и получить корректно определённую косу из {\displaystyle n-1} нитей.
В результате удаления нити из геометрической косы может, вообще говоря, не получиться геометрическая коса. Однако в случае, если для косы {\displaystyle \beta } выполняется условие {\displaystyle \pi _{\beta }(n)=n}, операция {\displaystyle d_{n}} удаления нити под номером {\displaystyle n} корректно определена. Она позволяет определить для каждого {\displaystyle k\in \{1,2,\ldots ,n\}} отображение
{\displaystyle d_{k}\colon B_{n}\to B_{n-1}}
удаления нити под номером {\displaystyle k} формулой
{\displaystyle d_{k}(\beta ):=d_{n}(\sigma _{n-1}\sigma _{n-2}\ldots \sigma _{k}\beta \sigma _{\pi _{\beta }(k)}^{-1}\sigma _{\pi _{\beta }(k)+1}^{-1}\ldots \sigma _{n-1}^{-1})}.
Композиция данных операций задаёт для каждого множества индексов {\displaystyle J\subset \{1,2,\ldots ,n\}} отображение
{\displaystyle d_{J}\colon B_{n}\to B_{n-|J|}},
удаляющее из косы все нити с номерами из множества {\displaystyle J}.
Например, при удалении из неё любого набора нитей, фундаментальная коса остаётся фундаментальной:
{\displaystyle d_{J}(\Delta _{n})=\Delta _{n-|J|}}.

### Повороты и отражения кос
Помимо отражения, фигурирующего в определении обратной косы, некоторые другие геометрические преобразования трёхмерного пространства также задают функции на множестве кос.
Так, поворот на угол {\displaystyle \pi } вокруг перпендикулярной основным плоскостям оси {\displaystyle \{(n+1)/2\}\times \{0\}\times \mathbb {R} } задаёт корректно определённую инволюцию
{\displaystyle \rho _{n}\colon B_{n}\to B_{n}}.
Она действует на образующих Артина формулой {\displaystyle \sigma _{i}\mapsto \sigma _{n-i}}.
Кроме того, отражение относительно плоскости проекции {\displaystyle \mathbb {R} \times \{0\}\times [0,1]} задаёт корректно определённую инволюцию
{\displaystyle \tau _{n}\colon B_{n}\to B_{n}}.
Она действует на образующих Артина формулой {\displaystyle \sigma _{i}\mapsto \sigma _{i}^{-1}} и называется отражением.
Данные инволюции {\displaystyle \rho _{n}} и {\displaystyle \tau _{n}} являются автоморфизмами группы кос. В отличие от них, фигурирующее в определении обратной косы отражение относительно плоскости, расположенной посередине между основными плоскостями и параллельно им, действует по правилу
{\displaystyle \beta \mapsto \beta ^{-1}},
и, тем самым, задаёт инволютивный антиавтоморфизм группы кос.

### Сопряжение кос
Для косы {\displaystyle \alpha } из {\displaystyle n} нитей преобразование
{\displaystyle B_{n}\to B_{n}},
заданное правилом
{\displaystyle \beta \mapsto \alpha \beta \alpha ^{-1}},
называется сопряжением косой {\displaystyle \alpha }. Оно является частным случаем понятия внутренний автоморфизм.
Например, определённая выше инволюция {\displaystyle \rho _{n}} совпадает с сопряжением фундаментальной косой:
{\displaystyle \rho _{n}(\beta )=\Delta _{n}\beta \Delta _{n}^{-1}}.
Напротив, автоморфизм-отражение {\displaystyle \tau _{n}} не является внутренним.

### Локальные преобразования кос
Преобразования кос, заключающиеся в выборе геометрического представителя косы или её артиновского слова и замены в нём фрагмента определённого типа на некоторый другой, называются локальными.
Операция {\displaystyle \sigma _{k}\leftrightarrow \sigma _{k}^{-1}} замены в артиновском слове образующей Артина на обратную, где {\displaystyle k\in \mathbb {N} }, называется переключением перекрёстка. Она задаёт одноимённое (многозначное) преобразование кос, заключающееся в переключении перекрёстка в некотором артиновском слове косы.
Одну косу можно получить из другой конечной последовательностью переключений перекрёстка тогда и только тогда, когда они состоят из одинакового числа нитей и соответствующие им перестановки равны.
Для {\displaystyle m\in \mathbb {N} } операция {\displaystyle 1\leftrightarrow \sigma _{k}^{m}} вставки в артиновское слово {\displaystyle m}-ой степени образующей Артина, где {\displaystyle k\in \mathbb {N} }, а также удаление такого фрагмента, называется {\displaystyle m}-преобразованием (от англ. {\displaystyle m}-move). Она задаёт одноимённое (многозначное) преобразование кос.
Одна коса получается из другой одним переключением перекрёстка тогда и только тогда, когда она получается из неё одним {\displaystyle 2}-преобразованием. Таким образом, {\displaystyle m}-преобразования обобщают переключение перекрёстка.

## Косы из малого числа нитей
Любая геометрическая коса из одной нити изотопна тривиальной. Так, каждая такая коса может быть равномерно выпрямлена путем протаскивания к отрезку {\displaystyle \{0\}\times \{0\}\times [0,1]} точек в каждой плоскости, параллельной основным. Таким образом,
{\displaystyle B_{1}=\{1\}}.
Кроме того, это означает, что каждая отдельная нить произвольной косы является в некотором смысле «незаузленной», а сама коса по существу хранит информацию лишь о том, как её нити «переплетаются» друг с другом.
Каждая двухниточная коса является некоторой степенью образующей Артина:
{\displaystyle B_{2}=\{\sigma _{1}^{m}\mid m\in \mathbb {Z} \}}.
Кроме того, это означает, что взаимодействие каждой пары нитей произвольной косы в некотором смысле однозначно определяется единственным параметром — общим количеством {\displaystyle m} полуоборотов одной нити вокруг другой (см. § Коэффициенты зацепления нитей косы).
Данные классификационные результаты являются следствием теоремы Артина.
Косы из трёх нитей также допускают элементарное описание. Так, для любой косы {\displaystyle \beta \in B_{3}} существуют такие единственные {\displaystyle k\in \mathbb {N} } и {\displaystyle m,a_{1},b_{1},\ldots ,a_{k},b_{k}\in \mathbb {Z} }, что {\displaystyle a_{1}\geq 0}, {\displaystyle a_{2},\ldots ,a_{k}>0}, {\displaystyle b_{1},b_{2},\ldots ,b_{k-1}<0} и
{\displaystyle \beta =\Delta _{3}^{m}\prod _{i=1}^{k}\sigma _{1}^{a_{1}}\sigma _{2}^{b_{i}}},
где {\displaystyle \Delta _{3}=\sigma _{1}\sigma _{2}\sigma _{1}} — фундаментальная коса из трёх нитей.

## Числовые характеристики кос

### Коэффициенты зацепления нитей косы
Простейшей характеристикой косы является следующая информация о взаимодействии отдельных пар её нитей, которая тесно связана с понятием коэффициента зацепления.
Для таких {\displaystyle i} и {\displaystyle j}, что {\displaystyle 1\leq i<j\leq n}, разность между количеством положительных и количеством отрицательных перекрёстков нитей с номерами {\displaystyle i} и {\displaystyle j} косы {\displaystyle \beta \in B_{n}}, вычисленная по любой её диаграмме, называется коэффициентом зацепления этих нитей и обозначается символом {\displaystyle {\rm {lk}}_{\beta }(i,j)}.
Коэффициент зацепления двух нитей косы равен такому единственному {\displaystyle m\in \mathbb {Z} }, что двухниточная коса, получающаяся из исходной удалением всех нитей, кроме данной пары, равна {\displaystyle \sigma _{1}^{m}}. Иными словами,
{\displaystyle d_{\{1,\ldots ,n\}\setminus \{i,j\}}(\beta )=\sigma _{1}^{{\rm {lk}}_{\beta }(i,j)}}.
Корректность данных определений устанавливается с помощью теоремы Артина.
Как и перестановка косы, коэффициенты зацепления применимы в задаче распознавания кос. Они различают заведомо не меньше кос, чем перестановка косы. А именно, если все коэффициенты зацепления двух кос имеют одинаковую четность
{\displaystyle {\rm {lk}}_{\beta _{1}}(i,j)={\rm {lk}}_{\beta _{2}}(i,j){\pmod {2}}},
то совпадают и соответствующие таким косам перестановки:
{\displaystyle \pi _{\beta _{1}}=\pi _{\beta _{2}}}.

### Экспоненциальная сумма косы
Разность между количеством положительных и количеством отрицательных перекрёстков на любой диаграмме данной косы {\displaystyle \beta } называется её экспоненциальной суммой и обозначается символом {\displaystyle {\rm {exp}}(\beta )}.
Экспоненциальная сумма косы {\displaystyle \beta \in B_{n}} равна сумме коэффициентов зацепления всех пар её нитей:
{\displaystyle {\rm {exp}}(\beta )=\sum _{1\leq i<j\leq n}{\rm {lk}}_{\beta }(i,j)}.
Она задаёт гомоморфизм
{\displaystyle {\rm {exp}}\colon B_{n}\to \mathbb {Z} }
из группы кос в бесконечную циклическую группу, принимающий единичное значение на каждой (положительной) образующей Артина. Например,
{\displaystyle {\rm {exp}}(\sigma _{1}\sigma _{2}\sigma _{1}^{-1})=1+1-1=1}.

### Числа Конвея
С каждой трёхниточной косой связаны следующие две числовые характеристики.
Сопоставим косе
{\displaystyle \beta =\sigma _{1}^{a_{1}}\sigma _{2}^{b_{1}}\sigma _{1}^{a_{2}}\sigma _{2}^{b_{2}}\ldots \sigma _{1}^{a_{k}}\sigma _{2}^{b_{k}}\in B_{3}}
цепные дроби
{\displaystyle \rho _{1}(\beta ):=[a_{1};-b_{1},a_{2},-b_{2},\ldots ,a_{k},-b_{k}],}
{\displaystyle \rho _{2}(\beta ):=[a_{1};-b_{1},a_{2},-b_{2},\ldots ,a_{k}].}
Величины {\displaystyle \rho _{1}(\beta )} и {\displaystyle \rho _{2}(\beta )} называются числами Конвея косы {\displaystyle \beta }. Данное сопоставление задаёт корректно определённые отображения
{\displaystyle \rho _{1},\rho _{2}\colon B_{3}\to \mathbb {P} ^{1}(\mathbb {Q} )}
из группы кос из трёх нитей в множество расширенных рациональных чисел {\displaystyle \mathbb {P} ^{1}(\mathbb {Q} ):=\mathbb {Q} \cup \{\infty \}}, также известное как проективная прямая над полем рациональных чисел.
Отображение
{\displaystyle \rho \colon B_{3}\to \mathbb {P} ^{1}(\mathbb {Q} )\times \mathbb {P} ^{1}(\mathbb {Q} )\times \mathbb {Z} },
заданное правилом
{\displaystyle \beta \mapsto (\rho _{1}(\beta ),\rho _{2}(\beta ),{\rm {exp}}(\beta ))},
является инъективным.
С помощью операции удаления нитей возможно стандартным образом распространить определение чисел Конвея на косы из произвольного числа нитей.

## Классы кос

### Крашеные косы
Коса называется крашеной или чистой (от англ. pure braid), если соответствующая ей перестановка является тождественной.
Множество {\displaystyle P_{n}} всех крашеных кос из {\displaystyle n} нитей является нормальной подгруппой группы {\displaystyle B_{n}} и называется группой крашеных кос.
При {\displaystyle n=2} имеет место равенство
{\displaystyle P_{2}=\{\sigma _{1}^{2m}\mid m\in \mathbb {Z} \}}.

### Брунновы косы
Коса из {\displaystyle n\geq 2} нитей называется брунновой (или почти тривиальной), если она становится тривиальной при удалении любой её нити.
Множество {\displaystyle {\rm {Brunn}}_{n}} всех брунновых кос из {\displaystyle n} нитей является нормальной подгруппой группы {\displaystyle B_{n}} и называется группой брунновых кос.
Например, при {\displaystyle n\geq 2} итерированный коммутатор
{\displaystyle [[[A_{1,n},A_{2,n}],A_{3,n}],\ldots ,A_{n-1,n}]}
образующих Маркова является нетривиальной брунновой косой из {\displaystyle n} нитей.
При {\displaystyle n=2} имеет место равенство
{\displaystyle {\rm {Brunn}}_{2}=B_{2}}.
При {\displaystyle n\geq 3} группа брунновых кос является нормальной подгруппой группы крашеных кос:
{\displaystyle {\rm {Brunn}}_{n}\triangleleft P_{n}}.
При {\displaystyle n=3}, согласно классификации двухниточных кос, имеет место равенство
{\displaystyle {\rm {Brunn}}_{3}=\{\beta \in B_{3}\mid {\rm {lk}}_{\beta }(1,2)={\rm {lk}}_{\beta }(1,3)={\rm {lk}}_{\beta }(2,3)=0\}}.

### Положительные по Деорнуа косы
Коса называется положительной по Деорнуа (или {\displaystyle \sigma }-положительной), она может быть задана таким непустым артиновским словом, что образующая Артина {\displaystyle \sigma _{k}} с наименьшим (среди присутствующих в слове) индексом {\displaystyle k} входит в него только в положительных степенях.
Множество всех положительных по Деорнуа кос из {\displaystyle n} нитей является положительным конусом группы {\displaystyle B_{n}}. Соответствующий ему линейный порядок на группе кос называется порядком Деорнуа.

### Положительные и квазиположительные косы
Диаграмма косы называется положительной, если каждый её перекрёсток является положительным. Коса называется положительной, если она обладает положительной диаграммой. Или, что эквивалентно, если она может быть представлена в виде произведения положительных образующих Артина.
Множество {\displaystyle B_{n}^{+}} всех положительных кос из {\displaystyle n} нитей является подмоноидом группы {\displaystyle B_{n}} и называется моноидом положительных кос.
Коса называется квазиположительной, если она может быть представлена в виде произведения сопряженных к положительным образующим Артина.
Множество {\displaystyle QP_{n}} всех квазиположительных кос из {\displaystyle n} нитей является подмоноидом группы {\displaystyle B_{n}} и называется моноидом квазиположительных кос.
Любая положительная коса является квазиположительной, но не наоборот:
{\displaystyle B_{n}^{+}<QP_{n}}.
Кроме того, любая нетривиальная квазиположительная коса является положительной по Деорнуа.

## Связь с теорией узлов
Косы тесно связаны с узлами и зацеплениями. Так, существует несколько способов превратить первые во вторые, определённым образом замкнув концы нитей геометрических представителей кос.

### Замыкание Александера
Замыканием Александера косы из {\displaystyle n} нитей называется зацепление, получающееся из некоторого её геометрического представителя, расположенного в области {\displaystyle [1,n]\times \mathbb {R} \times [0,1]}, соединением точек вида {\displaystyle (k,0,0)} с точками вида {\displaystyle (k,0,1)} так, как показано на рисунке.
Количество компонент замыкания Александера косы {\displaystyle \beta } совпадает с количеством независимых циклов перестановки {\displaystyle \pi _{\beta }}. В частности, замыкание косы является узлом тогда и только тогда, когда соответствующая ей перестановка является циклом.

### Плетёное замыкание
Плетёным замыканием (от англ. plat — плетение) косы из {\displaystyle n} нитей называется зацепление, получающееся из некоторого её геометрического представителя, расположенного в области {\displaystyle [1,n]\times \mathbb {R} \times [0,1]}, попарным соединением короткими дугами точек вида {\displaystyle (2k-1,0,0)} и {\displaystyle (2k,0,0)}, а также точек вида {\displaystyle (2k-1,0,1)} и {\displaystyle (2k,0,1)}. Если число {\displaystyle n} нечётно, помимо этого точка {\displaystyle (n,0,0)} соединяется дугой с точкой {\displaystyle (n,0,1)}.

### Короткое замыкание
Коротким замыканием (от англ. short-circuit) косы из {\displaystyle n} нитей называется зацепление, получающееся из некоторого её геометрического представителя, расположенного в области {\displaystyle [1,n]\times \mathbb {R} \times [0,1]}, попарным соединением короткими дугами точек вида {\displaystyle (2k,0,0)} и {\displaystyle (2k+1,0,0)}, а также точек вида {\displaystyle (2k-1,0,1)} и {\displaystyle (2k,0,1)}. Иными словами, точка {\displaystyle (1,0,1)} соединяется с точкой {\displaystyle (2,0,1)}, точка {\displaystyle (2,0,0)} соединяется с точкой {\displaystyle (3,0,0)}, и так далее, «змейкой», как показано на рисунке.
Короткое замыкание любой крашеной косы является узлом, то есть однокомпонентным зацеплением.